# اوندری کپتا
اوندری کپتا (چکی: Ondřej Kepka؛ زادهٔ ۲۸ سپتامبر ۱۹۶۹) بازیگر، کارگردان، عکاس، مجری، فیلم‌نامه‌نویس اهل کشور جمهوری چک است.